# غوردون لي (سياسي)
غوردون لي (بالإنجليزية: Gordon Lee)‏ هو سياسي أمريكي، ولد في 29 مايو 1859 في الولايات المتحدة، وتوفي في 7 نوفمبر 1927. حزبياً، نشط في الحزب الديمقراطي. وقد انتخب عضو مجلس نواب جورجيا وانتخب عضو مجلس النواب الأمريكي.